# Drachenbootfestival Hannover

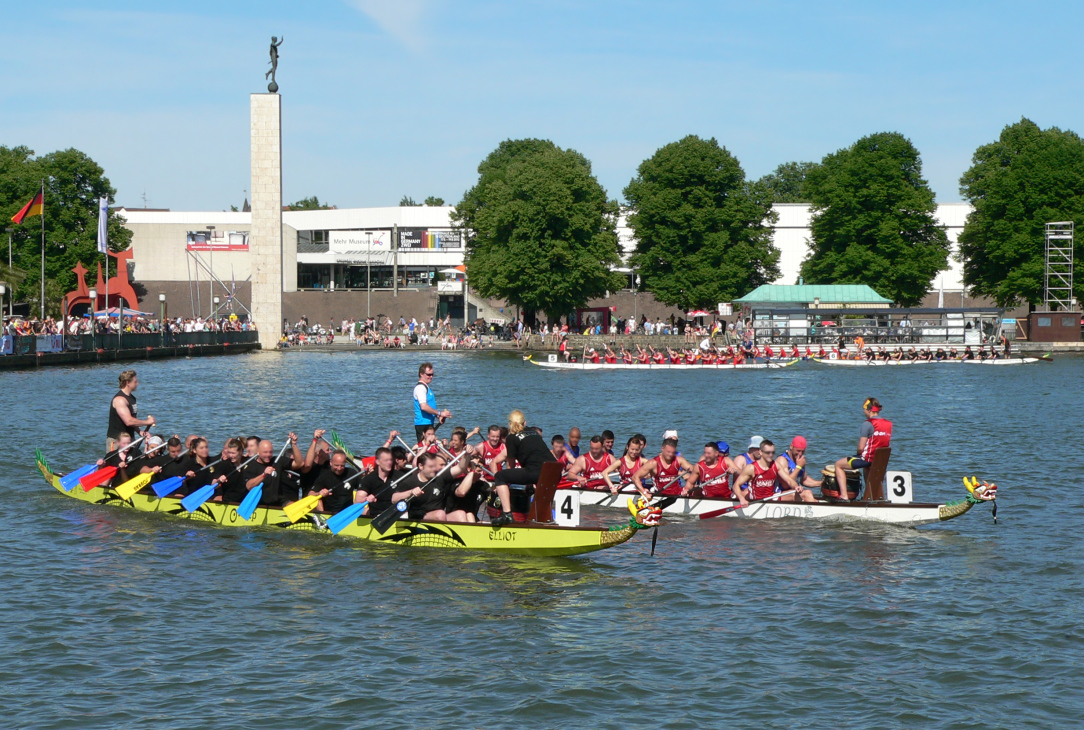
Drachenbootrennen, 2012

Das Drachenbootfestival Hannover findet seit 1995 an Pfingsten auf dem Maschsee in Hannover statt. Veranstalter des an das chinesische Drachenbootfest angelehnten Wettkampfes ist der Hannoversche Kanu-Club von 1921.
Beim 20. Drachenbootfestival nahmen 2014 rund 3500 Drachenboot-Sportler aus 140 Teams teil, darunter Gruppen aus Schweden, der Niederlande und der Schweiz. Ausgerichtet wurde es von „einem eingespielten Team von 140 Leuten“ an drei Tagen für rund 60.000 Sportler und Gäste.
Die Veranstaltung begann 1995 mit zunächst 8 Mannschaften und ist mittlerweile (2015) mit 142 Teams, 7 Bahnen und über 150 Starts zur größten Veranstaltung seiner Art in Deutschland geworden. Trotz dieser Größe wird die Veranstaltung nach wie vor durchgehend ehrenamtlich organisiert.